# Marjorie Carpréaux
Marjorie Carpréaux (Boussu, 17 settembre 1987) è una cestista belga, playmaker di 162 cm.

## Carriera
Dopo aver giocato tra Novia Namur e Dexia Namur, è arrivata al Banco di Sicilia Ribera il 21 gennaio 2009. La stagione successiva è a Livorno.
È stata la rivelazione del Campionato europeo under-20 di Sopron, quando è stata la principale artefice del quinto posto della sua nazionale e della qualificazione al Campionato mondiale under-21 di Mosca. Nel 2007 è stata convocata per gli Europei in Italia con la maglia del Belgio.

## Statistiche
Dati aggiornati al 31 maggio 2010.
| Stagione        | Squadra                 | Competizione    | Partite | Partite | Partite | Statistiche tiro | Statistiche tiro | Statistiche tiro | Altre statistiche | Altre statistiche | Altre statistiche | Altre statistiche | Altre statistiche |
| Stagione        | Squadra                 | Competizione    | Pres.   | Titol.  | Minuti  | Tiri da 2        | Tiri da 3        | Liberi           | Rimb.             | Assist            | Rubate            | Stopp.            | Punti             |
| --------------- | ----------------------- | --------------- | ------- | ------- | ------- | ---------------- | ---------------- | ---------------- | ----------------- | ----------------- | ----------------- | ----------------- | ----------------- |
| 2008-2009       | Banco di Sicilia Ribera | Serie A1        | 8       | 7       | 252     | 41/74            | 1/15             | 14/25            | 26                | 28                | 19                | 1                 | 99                |
| 2009-2010       | Seralwall Livorno       | Serie A1        | 8       | 5       | 167     | 17/54            | 1/12             | 7/10             | 24                | 16                | 25                | 0                 | 44                |
| Totale carriera | Totale carriera         | Totale carriera | 16      | 12      | 419     | 58/128           | 2/27             | 21/35            | 50                | 44                | 44                | 1                 | 143               |